# Tri-Tech Autocraft UK

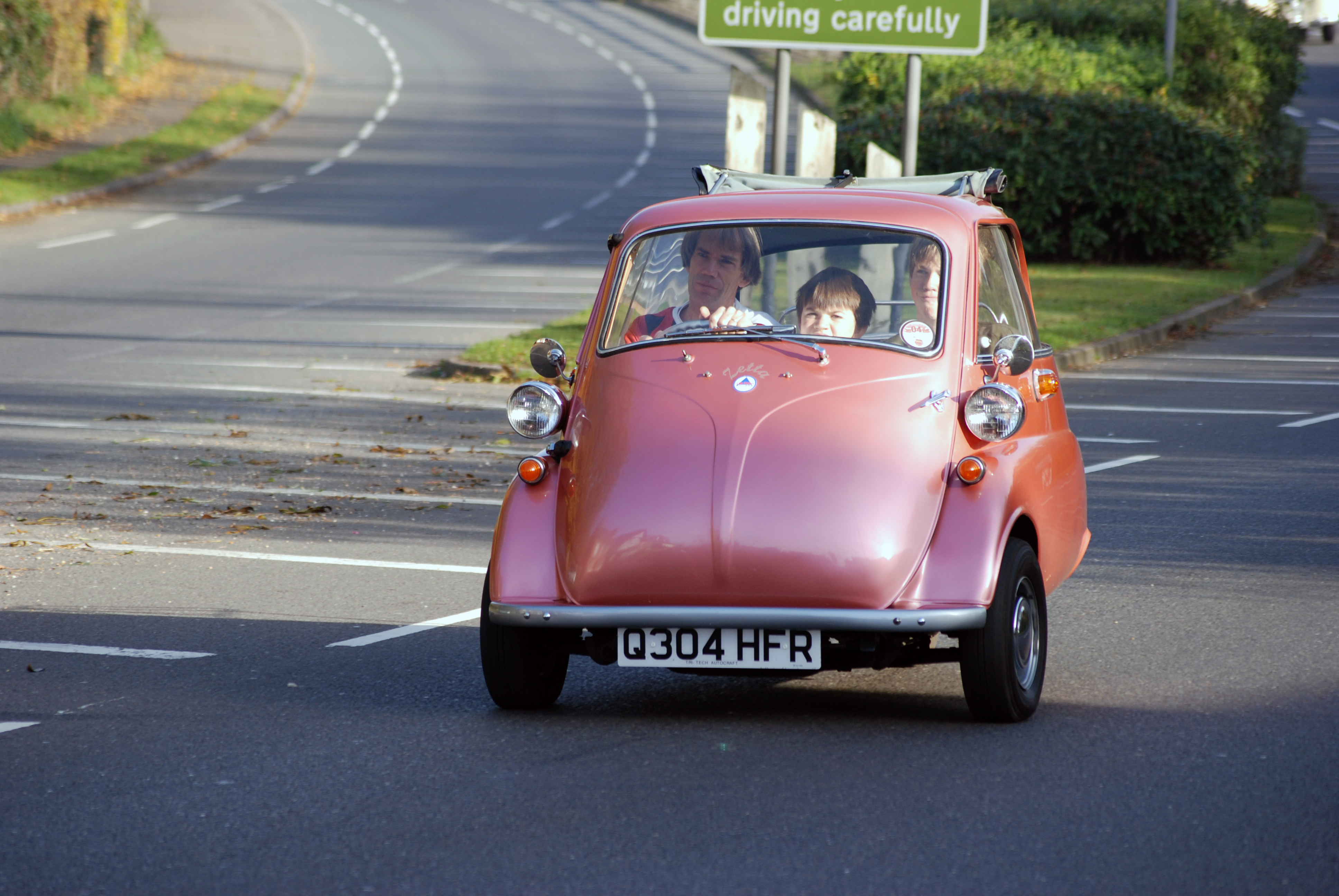
Tri-Tech Zetta, Nachbildung der BMW Isetta

Tri-Tech Autocraft UK Limited war ein britischer Hersteller von Automobilen.

## Unternehmensgeschichte
Rick Edwards und Dave Chapman gründeten 1996 das Unternehmen in Preston in der Grafschaft Lancashire. Sie begannen mit der Produktion von Automobilen und Kits. Der Markenname lautete Tri-Tech. 2002 endete die Produktion. Insgesamt entstanden etwa 32 Exemplare.

## Fahrzeuge
Das erste Modell war der Zetta. Dies war die Nachbildung der BMW Isetta. Die Basis bildete ein Leiterrahmen aus Stahl. Die vordere Radaufhängung kam vom Bedford Rascal, der die gleiche Spurweite wie die Isetta aufwies. Die Bremsen kamen vom Mini. Die Karosserie des Kabinenrollers bestand aus Fiberglas. Ein Viertaktmotor von Honda mit 250 cm³ Hubraum trieb das Fahrzeug an. Alternativ war ein Motor mit 400 cm³ Hubraum möglich. Die Motorleistung wurde über eine Kette an das Hinterrad übertragen. Von diesem Modell entstanden zwischen 1996 und 2001 etwa 17 Exemplare.
1998 ergänzte der Schmitt das Sortiment. Dies war die Nachbildung des Messerschmitt KR 200. Alternativ war eine andere Front erhältlich, die dem FMR Tg 500 ähnelte. Die Karosserie bestand aus Fiberglas. Das Leergewicht war mit 270 kg angegeben. Bis 2002 fand dieses Modell etwa 17 Käufer.